# 25 км (Оренбургская область)
25 км — разъезд в Соль-Илецком городском округе Оренбургской области на территории бывшего Угольного сельсовета Соль-Илецкого района.

## География
Находится на перегоне между железнодорожными станциями Илецк-1 и Чашкан на расстоянии примерно 5 километров по прямой на восток-юго-восток от окружного центра города Соль-Илецк.

## Климат
Климат континентальный с холодной часто малоснежной зимой и жарким, сухим летом. Средняя зимняя температура −15,8 °C; Средняя летняя температура +21,2 °C. Абсолютный минимум температур −44 °C. Абсолютный максимум температур +42 °C. Среднегодовое количество осадков составляет 320 мм.

## История
Разъезд появился в 1903-м году вместе со строительством железной дороги Оренбург — Илецк-Актюбинск.

## Население
Постоянное население составляло 48 человек в 2002 году (75 % казахи), 46 в 2010 году.